# Llengua ergativa
Una llengua ergativa (o absolutiva) és aquella en la qual el subjecte de les construccions intransitives es marca de la mateixa manera que l'objecte de les transitives, i el subjecte de les transitives es marca en una manera diferent. Aquest tipus de llengües contrasta amb les del tipus nominatiu.
Quan les llengües ergatives distingeixen casos, el subjecte d'un transitiu correspon al cas ergatiu, i tant l'objecte directe del transitiu com el subjecte de l'intransitiu corresponen al cas absolutiu.
Alguns exemples de llengües ergatives són l'èuscar, el grenlandès, el georgià, el kurd, el paixtu, l'hindi i diverses llengües maies.

## Ergativitat escindida
Moltes de les anomenades llengües ergatives presenten freqüentment ergativitat escindida, en la qual existeix de vegades un marcatge de tipus ergatiu-absolutiu i, en d'altres, un altre de tipus nominatiu-acusatiu. Recentment, Gerhard Jäger, emprant un enfocament basat en la teoria evolutiva de jocs, provà si s'entén la producció i comprensió d'oracions amb verbs transitius com un joc cooperatiu en el qual tant el parlant com el que escolta tracten de maximitzar la comprensió mútua; en les llengües que tenen un ordre bàsic molt lliure, l'estratègia òptima correspon precisament a un marcatge de cas com el que es dona en els sistemes d'ergativitat escindida.